# Электроника Д3-28

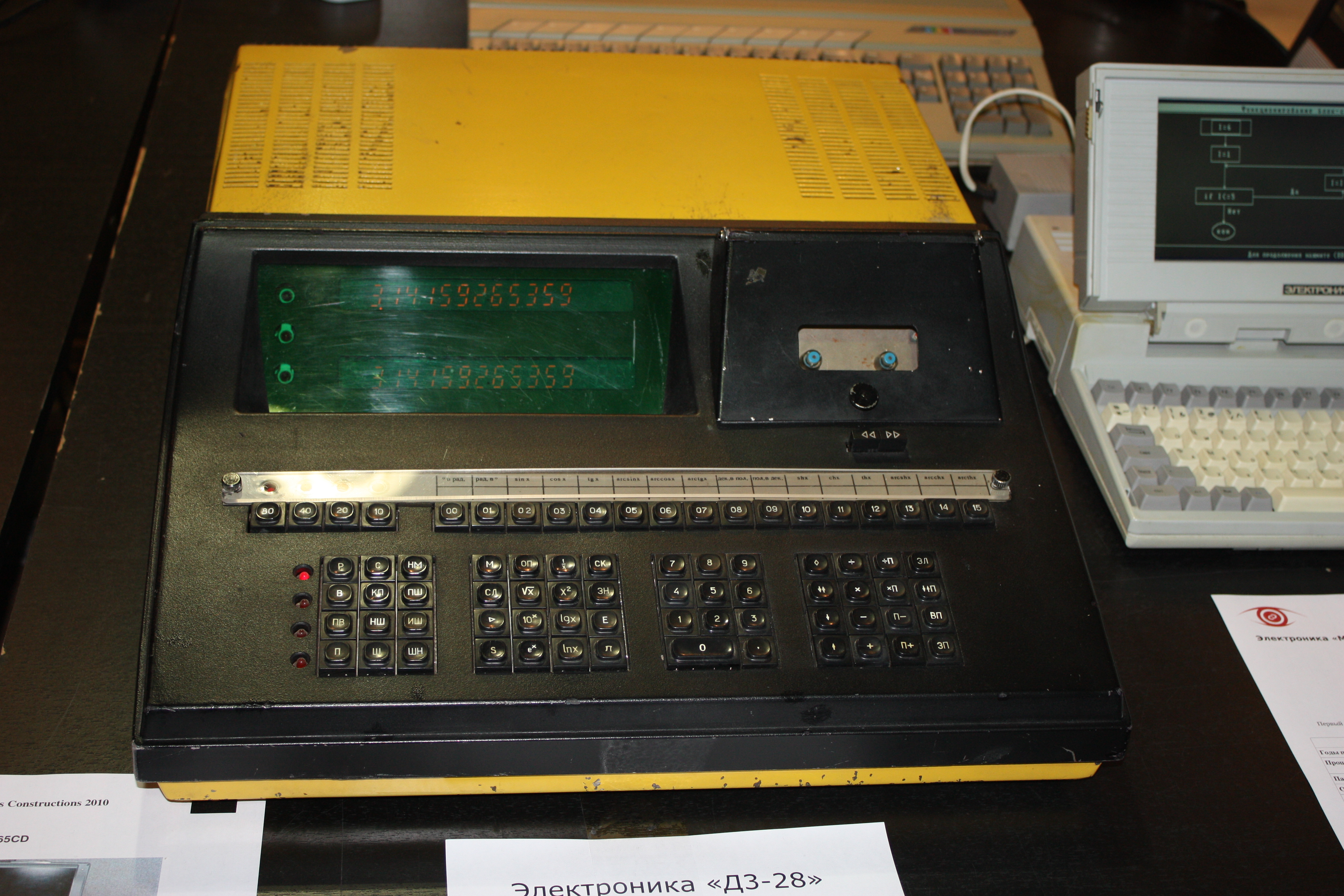
Электроника Д3-28

Электро́ника Д3-28 — специализированное настольное управляющее и вычислительное устройство, занимающее промежуточное положение между персональными компьютерами и программируемыми калькуляторами.
Создана на основе микроЭВМ «Электроника С50» (15ВСМ-5), прототипом для которой, в свою очередь, послужил программируемый калькулятор Wang 700. Имеет встроенную клавиатуру (цифровые и функциональные клавиши), двухстрочный дисплей на семисегментных индикаторах (12 цифр мантиссы, 2 цифры степени и 2 индикатора знака в каждой строке) и накопитель на магнитной ленте (НМЛ) в стандартных аудиокассетах.
Оснащена оперативным запоминающим устройством (ОЗУ) ёмкостью около 200 000 бит и имеет быстродействие до 1000 операций в секунду.
Также оснащается интерфейсами ИРПР и ИРПС (в виде согласующего устройства ПЭЛ2.240.001), к которым обычно подключался принтер и алфавитно-цифровой терминал (как правило, модели 15ИЭ-00-013). Для представления алфавитно-цифровой информации (строк символов) используется кодировка КОИ-7 Н2 по ГОСТ 13052—74; коды символов дополняются до 8-битных байтов (октетов) добавлением нулевого бита в качестве старшего.

## Варианты исполнения
Первые серии Д3-28 имели микропрограммное обеспечение, находившееся в постоянных запоминающих устройствах (ПЗУ) на вручную прошиваемой тонким проводом матрице из ферритовых разборных П-образных сердечников из магнитомягкого феррита. В последующих сериях ПЗУ выполнялось на интегральных микросхемах.
В некоторых тестовых экземплярах машин ПЗУ с микропрограммами устанавливались в панельки; существовали специальные прошивки этих ПЗУ для использования устройств в составе специализированных вычислительных комплексов.
В процессе производства Д3-28 внутренняя архитектура и программное обеспечение совершенствовалось с добавлением новых команд. Поколения Д3-28 (в соответствии с инструкцией по эксплуатации) делятся на «выпущенные до октября 1979 года», после этой даты и «после 1983 года».

### Д3-28 16К (15ВМ16)
16 килобайт ОЗУ (микросхемы в первых выпусках — К565РУ1, в последующих — К565РУ3 и К565РУ6).
Внешне отличалась также красным цветом свечения индикаторов и цветом закрывающей их пластины из оргстекла. Последующие модели имели оранжевый цвет цифр под зелёным светофильтром.

### Д3-28 32К (15ВМ32)
Оснащена 32 килобайтами ОЗУ, выполненного на микросхемах 565РУ6.

### Д3-28 128К (15ВМ128)
Оснащена 128 килобайтами ОЗУ, выполненного на микросхемах 565РУ5.
В зависимости от исполнения (кодировалось цифрами ххх в обозначении 15ВМ128-xxx) Д3-28 имела возможность подключения к фотосчитывающим устройствам (СП-3 и FS-1501), ленточным перфораторам (ПЛ-150М), печатающим устройствам (например, пишущим машинкам Consul 256 и Consul 260), специальные блоки для подключения мониторов типа 15ИЭ-00-013, а также возможность подключения удалённых устройств дистанционного управления. Подключение печатающего устройства и монитора превращало Д3-28 в персональный компьютер.
Имелась возможность загрузки и автоматического запуска программы через интерфейс при включении машины.

## Архитектура и система команд
В документации к Электронике Д3-28 значения байтов представлены особым образом — в виде двух тетрад, каждая из которых выражена двузначным десятичным числом. Это обусловлено возможностью побайтового ввода информации (команд и данных) непосредственно с клавиатуры. Так, например, буква Э имеет код символа 0x7C в кодировке КОИ-7 Н2, используемой Д3-28, и может быть введена как 07 12.

### Система команд
Команды машинно-ориентированного языка Электроники Д3-28 кодируются одним или двумя байтами. Для облегчения восприятия человеком используются ассемблерные мнемокоды команд, приведённые в таблице:
| Ассемблерный вид | Описание                                               | Ассемблерный вид | Описание                                                  |
| ---------------- | ------------------------------------------------------ | ---------------- | --------------------------------------------------------- |
| ABGE             | прибавление единицы и ветвление, если больше или равно | BEQ              | переход, если равно                                       |
| ADD              | сложение                                               | E                | экспонента (показатель степени)                           |
| AND              | логическое умножение                                   | BLT              | переход, если меньше чем                                  |
| ANS              | анализ                                                 | OR               | логическое сложение                                       |
| GO               | пуск                                                   | BKEY             | переход, если нажата клавиша                              |
| LOAD             | загрузка                                               | BGE              | переход, если больше или равно                            |
| LOADP            | считывание с МЛ                                        | BHIS             | переход, если больше или тождественно                     |
| DIV              | деление                                                | MOV              | пересылка                                                 |
| SUB              | вычитание                                              | CAP              | преобразование декартовых координат в полярные координаты |
| RTSI             | псевдовозврат из подпрограммы                          | PRINT            | вывод на печать                                           |
| INP              | ввод                                                   | POC              | преобразование полярных координат в декартовы координаты  |
| SOB              | вычитание единицы и условный переход                   | SAVE             | запись                                                    |
| MARK             | метка                                                  | OUT              | вывод                                                     |
| MUL              | умножение                                              | ATOI             | преобразование в целочисленное                            |
| BBIS             | переход, если бит установлен (=1)                      | POINT            | точка                                                     |
| WAIT             | ожидание                                               | CMD              | команда                                                   |
| SWA              | обмен                                                  | DEG              | градус                                                    |
| CLR              | очистка регистра (обнуление)                           | COM              | инвертирование знака                                      |
| NEG              | отрицание                                              | BR               | безусловный переход                                       |
| INT              | целое                                                  | RTII             | псевдовозврат из прерывания                               |
| VER              | контроль                                               | BSA              | ветвление или тождество                                   |
| DIG              | цифра (десятичная)                                     | RTS              | возврат из подпрограммы                                   |
| SQR              | квадратный корень                                      | RES              | остаток                                                   |
| INV              | обратная величина                                      | QRT              | квадрат                                                   |
| JMM              | передача управления на метку                           | BPER             | переход, если программная ошибка                          |
| XOR              | исключающее или                                        | BNE              | переход, если не равно                                    |
| BMER             | переход, если машинная ошибка                          | BPL              | переход, если плюс                                        |
| BEV              | переход, если чётно                                    | BMI              | переход, если минус                                       |
| BBIC             | переход, если бит очищен (=0)                          | END              | конец                                                     |

### Работа с клавиатуры Д3-28
| Символ на клавише | Название команды | Мнемокод | Код команды |
| ----------------- | ---------------- | -------- | ----------- |
| М                 | Метка            | MARK     | 04 08       |
| СЛ                | Считывание с МЛ  | LOADP    | 05 13       |
| S                 | Пуск             | GO       | 05 14       |
| ВП                | Вызов из памяти  | MOV C,X  | 04 05       |
| ЗП                | Запись в память  | MOV X,C  | 04 04       |

Выбор режима осуществляется нажатием соответствующей клавиши и индицируется свечением расположенного рядом с ней индикатора. Возможна работа в одном из четырёх режимов:
- Работа (Р). Основной режим. Производится выполнение всех программ и команд, записанных в ОЗУ, а также вводимых с клавиатуры Д3-28 или с НМЛ.
- Ввод (В). Запись в ОЗУ, проверка и изменение программ. Команда не выполняется, а только записывается по адресу, индицируемому в регистре Y.
- Печать и ввод (ПВ).
- Печать (П).

### Организация памяти
- В Д3-28 ОЗУ условно разделено на две зоны: рабочую и служебную. Ячейки служебной зоны именуются регистрами.
- Рабочая зона машин с 32 килобайтами ОЗУ занимает адреса 0x0000—0x7EFF, в этой зоне размещаются данные и программы пользователя.
- Служебная зона занимает последние 256 байтов ОЗУ с адресами 0x7F00—0x7FFF. В некоторых регистрах хранится информация, требуемая для нормальной работы Д3-28, часть свободных ячеек может быть использована для хранения команд.
- Структура служебной зоны ОЗУ: с адреса 0x7F00 по 0x7F1F расположены шестнадцать двухбайтных регистров R00—R15, каждый R-регистр состоит из двух байтов ОЗУ с соседними адресами, байт с меньшим адресом является старшим. Регистры R08—R15 состоят из шестнадцати однобайтных регистров S00—S15.
- Четыре регистра R04—R07 образуют восьмибайтный регистр RR, который используется в командах с кодами 12 06 (MOV X,RR) и 12 07 (MOV RR,X).

Вся память адресуется независимо двумя основными способами:
- Для команд работы с числами с плавающей запятой память представляет собой набор последовательно расположенных 16-байтовых чисел (12 байт — десятичная мантисса, 2 бита — знак числа и знак порядка, три тетрады — три десятичных цифры показателя степени). Адресом ячейки служит условный номер такого числа от 0 до (объём памяти / 16).
- Плавающие числа хранятся в двух разных форматах. В одном, когда адресом был номер ячейки, число занимает или старшие, или младшие тетрады в 16 байтах, расположенных подряд и выровненных на адрес, кратный 16. В другом число занимает целиком 8 байтов в памяти подряд. При этом разрядность и прочие характеристики чисел совпадают. Первая форма была унаследована от калькулятора и допускала только команды с прямой адресацией (0—255, поскольку адрес был однобайтный), вторая — только команды с косвенной адресацией, но при этом адресуется вся память.
- Для команд целочисленной арифметики и логических операций с байтами, 16- и 32-битными словами адресом служит физический адрес первого, самого старшего байта слова.
- Порядок следования байтов в словах — от старшего к младшему.
- Структура переходов — эклектичная[прояснить]. Для безусловного перехода или перехода к подпрограмме используется не менее четырёх способов: по поиску «метки» в теле программы (последовательности байтов 04 08 + <метка>), последовательным просмотром (прослеживается явное наследие калькулятора), с относительной адресацией — в пределах 256 байтов от команды перехода, и по адресу в регистре — по таблице переходов.

В 128-килобайтной версии машины применяется страничная организация памяти с мгновенно переключаемыми (по изменению состояния управляющих ячеек памяти) страницами размером по 16 килобайт каждая. Адресное пространство без применения механизма переключений страниц составляет 32 килобайта.

### Регистры и индикаторы
Регистры адресовались как ячейки памяти по некоторым фиксированным адресам.
При этом регистры X и Y арифметики с плавающей запятой непрерывно отображаются на 2 индикаторах.
В режиме останова основной программы большинство клавиш на клавиатуре предназначалось для арифметических и функциональных действий с числами в регистрах X и Y.
При работе основной программы на индикаторах отображались состояния регистров X и Y, однако существовало несколько команд, позволявших изменить способ отображения соответствующей им области памяти на один из нескольких служебных регистров.
При отладке и запуске пошагового исполнения отлаживаемой программы на индикаторах отображались адрес исполняемой команды, код операции и три следующих в памяти байта команд.
Имелось по 16 регистров для работы с байтами и 16-битными словами, при этом 16 однобайтных регистров физически совпадали с первыми восемью 16-битными регистрами.

### Сообщения об ошибках ЭВМ Д3-28
Эти сообщения об ошибках выводились интерпретатором языка Бейсик, а не самой «прошивкой» Д3-28. Д3-28 могли использоваться и без интерпретатора языка Бейсик.
| Код | Тип ошибки                                             | Код | Тип ошибки                                                   |
| --- | ------------------------------------------------------ | --- | ------------------------------------------------------------ |
| 0   | Переполнение памяти, отведённой пользователю           | 26  | Недопустимый оператор DATA                                   |
| 1   | Недопустимый оператор                                  | 27  | Неправильный формат команд CMD                               |
| 2   | Переполнение строки ввода                              | 30  | Неправильный формат в операторе FOR…NEXT                     |
| 3   | Недопустимый ограничитель в строке                     | 31  | Отсутствие NEXT                                              |
| 4   | Недопустимый номер строки                              | 32  | Отсутствие FOR                                               |
| 5   | Несоответствие кавычек в предложении                   | 33  | Переполнение стека FOR…NEXT                                  |
| 6   | Отсутствие открывающей скобки перед аргументом функции | 34  | Нулевой шаг FOR                                              |
| 7   | Недопустимый оператор LET                              | 35  | Неверный формат оператора PRINT                              |
| 10  | Неправильная запись индексов                           | 36  | Неверно задан формат печати                                  |
| 11  | Неправильная размерность индекса                       | 37  | Недопустимое выражение в операторе TAB                       |
| 12  | Несоответствие скобок в выражении                      | 38  | Отсутствие открывающей записи в магнитной ленте (МЛ)         |
| 13  | Недопустимый элемент выражения                         | 43  | Нет строки для перехода по операторам GOSUB или GOTO         |
| 14  | Функция пользователя не определена                     | 44  | Нет внешней подпрограммы с указанным именем                  |
| 15  | Неправильное имя переменной                            | 50  | Неправильное предложение с оператором обслуживания МЛ        |
| 20  | Неправильная операция отношения                        | 52  | Сбой структуры файла                                         |
| 21  | Недопустимый оператор IF                               | 53  | Отсутствие в запоминающем устройстве массива при приёме с МЛ |
| 22  | Недопустимый оператор COM или DIM                      | 54  | Не считан очередной блок данных с МЛ в ОЗУ                   |
| 23  | Недостаточно места для массива DIM                     | 55  | Считанный блок не помещается в ОЗУ                           |
| 24  | Неправильный оператор DEF                              | 123 | Несуществующая переменная                                    |
| 25  | Нет данных для оператора READ                          | 128 | Некорректная операция в процессе вычисления                  |

### Порты ввода-вывода
Машина стандартно имела устройство чтения/записи на магнитной ленте компактной кассеты, применяемой в бытовых магнитофонах.
Интерфейс ввода-вывода позволял подключать перфоратор и считыватель с перфоленты, а также дисковод гибких восьмидюймовых дисков.

## Сетевая структура
Была разработана и реализована спецификация локальной сети размером до 255 устройств (машин или внешних устройств, например, принтеров) построенная на параллельном интерфейсе ИРПР. Топология сети — общая шина. Число соединительных проводников в кабеле — 34. Например, в компьютерном зале МФТИ соединялось от 5 до 18 машин.

## Программное обеспечение

### Бейсик
На ЭВМ Электроника Д3-28 реализован интерпретатор языка Бейсик (вариант 3А). Он примечателен тем, что позволял сразу после загрузки интерпретатора загрузить расширения интерпретатора в машинном коде с НМЛ. Расширения вызывались через оператор CALL по номеру пакета расширений. Данные расширения позволяли компенсировать ограниченность языка, существовали расширения для работы со строками, для плотной упаковки целочисленных данных, многочисленные расширения для работы с периферийным оборудованием. Исходно Бейсик 3А поддерживал только вещественные числа.
Также существовали версии интерпретатора вар. 3П, Бейсик-4, Бейсик-Т (всё это из официальных заводских поставок).

### «Тужилкинский Бейсик»
Назван по фамилии автора — Владимира Алексеевича Тужилкина. Распространён был, главным образом, в МФТИ, где и был написан интерпретатор. Достоинства — бо́льшая функциональность и меньший объём занимаемой памяти, чем у официальной версии (8 килобайтов против 10,5 килобайтов). Недостаток — интерпретатор был рассчитан на нестандартное подключение дисплея 15ИЭ-00-013, что ограничивало его более широкое распространение. Использовал формат хранения программ и данных, также несовместимый с исходной версией, однако благодаря доступу большого количества студентов МФТИ к этим машинам объём ПО, написанного под данный диалект, далеко превышает объём других программ для Д3-28.

### FORTRAN-5M
Самоназвание, которое выводилось после успешного запуска комплекса. Работал только на системах с 128 килобайтами памяти. Компилятор диалекта Фортрана, редко применяемый на подобных машинах, давал быстродействие, сопоставимое с программой, изначально написанной в машинных кодах. Скомпилированную программу можно было записать на кассету и использовать независимо от загруженного компилятора. Во время компиляции этот компилятор иногда уничтожал исходный код программы (вероятно, в случае её большого объёма), но тем не менее позволял корректно сохранить исполняемый модуль. Позволял вставлять фрагменты в машинных кодах. Возможно, он был основой или ранней версией операционной системы ВТ-МХТИ.

### ОС ВТ-МХТИ
В Московском химико-технологическом институте им. Д. И. Менделеева была создана операционная система, называвшаяся по названию института — ОС ВТ-МХТИ. Её разработчиком был Владимир Николаевич Калинкин. В систему входил интерпретатор-компилятор собственного языка программирования ВТ-МХТИ, работавший на порядок быстрее штатного Бейсика, и ряд системных утилит. Генерация системы производилась с кассеты-генератора (по аналогии с ЕС-1022), сгенерированная система записывалась на вторую кассету.
Особенностью языка программирования ВТ-МХТИ являлось использование как англоязычного, так и русскоязычного набора операторов и наличие интерактивного ввода (наподобие Т9 на мобильных телефонах).